# 櫛引一紀
櫛引 一紀（くしびき かずき、1993年2月12日 - ）は、北海道登別市出身のプロサッカー選手。ポジションはディフェンダー。Jリーグ・V・ファーレン長崎所属。
サッカー選手の櫛引祐輔は実兄。

## 来歴

### プロ入り前
小学生時代は室蘭地区の少年サッカークラブ、富岸ジュニアキッカーズに所属し、全日本少年サッカー大会や全日本少年フットサル大会の地区予選大会に出場した。中学校時代は通学先のサッカー部でプレーし、その間の2007年にJFAナショナルトレセンU-14東日本メンバーに選出された。
2008年に室蘭大谷高等学校（現・北海道大谷室蘭高等学校）へ進学。サッカー部在籍中にJFAプリンスリーグU-18北海道や全国高等学校サッカー選手権大会の北海道大会に出場した。高校3年次の2010年は、高校総体に北海道代表として出場。また10月開催の高校選手権北海道大会決勝で帯広北高等学校に勝利し、3年ぶりの全国大会出場を決めた。12月には同年より新規に設立されたJFA U-17地域対抗戦の北海道・東北選抜チームに選出された。

### 北海道コンサドーレ札幌
2010年9月30日に行われたコンサドーレ札幌（現：北海道コンサドーレ札幌）との練習試合で札幌監督の石崎信弘に興味を示され、翌10月には札幌に練習参加した。11月8日に2011年度からの入団内定が発表された。室蘭大谷から高卒新人で札幌入りしたのは、阿部哲也、宮澤裕樹に次ぐ3例目。背番号はかつて宮澤も背負った25を与えられた。同期入団の高卒新人には三上陽輔がいる。翌年の新加入選手紹介記者会見において強化部長の三上大勝からは、センターバックをメインとするが、ボランチやサイドバックなども高いレベルでこなせる能力を持ち、今野泰幸のような選手だと評されている。
2011年は山下達也が心臓疾患の疑いにより離脱した事もあってJ2開幕戦から控えメンバーに登録され続け、5月21日J2第13節鳥栖戦で初先発出場を果たした。この試合では河合竜二とセンターバックのコンビを組んで奮闘したが1失点を喫してしまい惜しくも敗戦している。DF陣の主軸として期待されたチアゴが振るわなかった事もあり、シーズン後半に入るとセンターバックのレギュラーポジションを勝ち取り、コンスタントに試合出場を続け札幌のJ1昇格に貢献した一人となったが、10月にU-18日本代表に招集されると、その間に1学年下で2種登録された奈良竜樹が台頭し、チーム合流後も最終節まで控えメンバーに回った。また、この年はU-18日本代表にもコンスタントに招集され、ダラスカップ、カタール遠征、AFC U-19選手権2012などに参加した。
2012年、前年にセンターバックのコンビを組んだ山下達也が移籍したが、奈良竜樹がユースから昇格、新たにジェイド・ノースが加入しポジション争いが激化し多くの試合で控えメンバーに回ったが、5月3日J1第9節C大阪戦に先発出場し無失点に抑え札幌のリーグ戦初勝利に貢献するなど、シーズン中盤は主力選手として活躍した。10月20日J1第29節鹿島戦では強豪を相手に無失点に抑えたが、後半4分と36分にイエローカードを受けてしまい、プロ入り後初の退場を経験した。また、この年もU-19日本代表に招集されておりAFC U-22アジアカップ予選に参加している。
2013年は前年の主力だったノースが退団したが、新たにパウロン、趙成眞らが加入しセンターバックのポジション争いは更に激化した。室蘭大谷の先輩でもあり、この年から新監督に就任した財前恵一の信頼を勝ち取ると3月3日のJ2第1節千葉戦に先発出場。相手攻撃陣を無失点に抑え、札幌として7年ぶりとなる開幕戦勝利に貢献するなどシーズン前半の札幌の守備陣を主力として支えた。9月にはU-20日本代表に選出され、第6回東アジア競技大会に出場した。

### 名古屋グランパス
2017年、J2に降格した名古屋グランパスへ期限付き移籍。リーグ戦34試合に出場し名古屋の1年でのJ1復帰に貢献。翌2018年、名古屋へ完全移籍した。

### 大宮アルディージャ
2019年7月、大宮アルディージャへ期限付き移籍。

### サンフレッチェ広島
2020年、サンフレッチェ広島へ完全移籍加入 するも佐々木翔、荒木隼人、野上結貴の鉄壁3バックに割って入ることはできず、1年で退団。

### 大宮アルディージャ復帰
2020年12月30日、大宮アルディージャに2シーズン振りに完全移籍で復帰することが発表された。

### V・ファーレン長崎
2022年、V・ファーレン長崎へ完全移籍加入。
2023年、自身キャリアハイとなるシーズン40試合に出場しチーム2位となる6得点を決めた。そのためファンやサポーターからDFとFWの合体語となる新たなポジションDFW と呼ばれた。

## 個人成績
| 国内大会個人成績 | 国内大会個人成績 | 国内大会個人成績 | 国内大会個人成績 | 国内大会個人成績 | 国内大会個人成績 | 国内大会個人成績 | 国内大会個人成績 | 国内大会個人成績 | 国内大会個人成績 | 国内大会個人成績 | 国内大会個人成績 |
| 年度             | クラブ           | 背番号           | リーグ           | リーグ戦         | リーグ戦         | リーグ杯         | リーグ杯         | オープン杯       | オープン杯       | 期間通算         | 期間通算         |
| 年度             | クラブ           | 背番号           | リーグ           | 出場             | 得点             | 出場             | 得点             | 出場             | 得点             | 出場             | 得点             |
| 日本             | 日本             | 日本             | 日本             | リーグ戦         | リーグ戦         | リーグ杯         | リーグ杯         | 天皇杯           | 天皇杯           | 期間通算         | 期間通算         |
| ---------------- | ---------------- | ---------------- | ---------------- | ---------------- | ---------------- | ---------------- | ---------------- | ---------------- | ---------------- | ---------------- | ---------------- |
| 2011             | 札幌             | 25               | J2               | 13               | 0                | -                | -                | 0                | 0                | 13               | 0                |
| 2012             | 札幌             | 25               | J1               | 11               | 0                | 6                | 0                | 0                | 0                | 17               | 0                |
| 2013             | 札幌             | 25               | J2               | 17               | 0                | -                | -                | 1                | 0                | 18               | 0                |
| 2014             | 札幌             | 25               | J2               | 24               | 1                | -                | -                | 1                | 0                | 25               | 1                |
| 2015             | 札幌             | 5                | J2               | 37               | 0                | -                | -                | 1                | 0                | 38               | 0                |
| 2016             | 札幌             | 5                | J2               | 17               | 0                | -                | -                | 1                | 0                | 18               | 0                |
| 2017             | 名古屋           | 3                | J2               | 34               | 1                | -                | -                | 3                | 0                | 37               | 1                |
| 2018             | 名古屋           | 3                | J1               | 20               | 0                | 4                | 0                | 2                | 0                | 26               | 0                |
| 2019             | 名古屋           | 3                | J1               | 1                | 0                | 7                | 0                | 1                | 0                | 9                | 0                |
| 2019             | 大宮             | 45               | J2               | 18               | 1                | -                | -                | -                | -                | 18               | 1                |
| 2020             | 広島             | 15               | J1               | 2                | 0                | 0                | 0                | -                | -                | 2                | 0                |
| 2021             | 大宮             | 20               | J2               | 21               | 0                | -                | -                | 0                | 0                | 21               | 0                |
| 2022             | 長崎             | 25               | J2               | 20               | 0                | -                | -                | 1                | 0                | 21               | 0                |
| 2023             | 長崎             | 25               | J2               | 40               | 6                | -                | -                | 0                | 0                | 40               | 6                |
| 2024             | 長崎             | 25               | J2               | 21               | 0                | 2                | 1                | 0                | 0                | 23               | 1                |
| 2025             | 長崎             | 25               | J2               |                  |                  |                  |                  |                  |                  |                  |                  |
| 通算             | 日本             | 日本             | J1               | 34               | 0                | 17               | 0                | 3                | 0                | 54               | 0                |
| 通算             | 日本             | 日本             | J2               | 262              | 9                | 2                | 1                | 8                | 0                | 272              | 10               |
| 総通算           | 総通算           | 総通算           | 総通算           | 296              | 9                | 19               | 1                | 11               | 0                | 326              | 10               |

その他の公式戦
- 2017年
  - J1昇格プレーオフ 2試合0得点
- 2019年
  - J1参入プレーオフ 1試合0得点
- 2024年
  - J1参入プレーオフ 1試合0得点
- Jリーグ初出場 - 2011年5月21日 J2第13節 対サガン鳥栖 (ベストアメニティスタジアム)
- Jリーグ初得点 - 2014年7月26日 J2第23節 対愛媛FC (ニンジニアスタジアム)

## タイトル

### クラブ
室蘭大谷高校
- 全国高等学校サッカー選手権大会北海道予選大会（2010年）

北海道コンサドーレ札幌
- J2リーグ（2016）

## 代表歴
- U-18日本代表
  - AFC U-19選手権2012 (予選)[14]
- U-19日本代表
  - AFC U-22アジアカップ2013 (予選)
- U-20日本代表
  - 2013年東アジア競技大会
- U-22日本代表